# Tavë kosi
Tavë kosi je nacionalna jed v Albaniji. To je navadno posoda s pečeno jagnjetino in rižem, z dodatkom jogurtove omake.